# 三重県歯科医師会
公益社団法人三重県歯科医師会（みえけんしかいしかい、英称 Mie Dental Association）は、三重県知事所管の三重県の歯科医師を会員とする公益社団法人。

## 本部所在地
- 〒514-0003 三重県津市桜橋2丁目120-2

## 支部
- 津歯科医師会 〒514-0004 津市栄町2丁目365
- 四日市歯科医師会 〒510-0093 四日市市本町9番12号
- 桑員支部・伊賀支部・鈴鹿支部・亀山支部・松阪支部・伊勢度会支部・志摩支部・尾鷲支部・南紀支部